# Wandsbeker Chaussee (metropolitana di Amburgo)
La stazione di Wandsbeker Chaussee è una stazione di scambio della metropolitana di Amburgo, situat nel quartiere Eilbek. È servita della linee della S-Bahn di Amburgo S1 und S11 e dalla linea U1.